# Anopheles guarao
Anopheles guarao is een muggensoort uit de familie van de steekmuggen (Culicidae). De wetenschappelijke naam van de soort is voor het eerst geldig gepubliceerd in 1949 door Anduze & Capdevielle.